# Matematikens vägar
Matematikens vägar är en bok skriven av Lancelot Hogben. Boken gavs ut 1960 på engelska av Rathbone Books Limited i London, bokens titel var då Mathematics in the Making. Det var först senare då boken gavs ut på svenska av Bokförlaget Forum AB 1962 som den fick namnet Matematikens vägar. Översättningen sköttes av Arvid Möller, och bilderna tecknades av M. Kitson. Boken har 320 sidor, den handlar i huvudsak om matematikens historia.